# Semyon Nomokonov
Semyon Danilovich Nomokonov (em russo:  Семён Данилович Номоконов; Delyun, 12 de agosto de 1900 — Zugalai, 15 de julho de 1973) foi um franco-atirador soviético que lutou na Segunda Guerra Mundial, sendo creditado com 367 mortes. De etnia hamnigan evenk, Nomokonov estava entre os povos indígenas da Rússia que lutaram na guerra. Ele recebeu o apelido de "Xamã da Taiga" por seus inimigos.

## Início de vida
Nomokonov nasceu no assentamento de Delyun no krai de Zabaykalsky, Rússia (então Império Russo), em uma família pobre de caçadores, e desde a infância viveu na Taiga. Nomokonov usou um fuzil pela primeira vez aos 7 anos de idade. Ele caçava zibelina, uapiti manchuriano e cervo-canadense, e foi apelidado de Olho de Milhafre. Nomokonov foi batizado aos 15 anos de idade e recebeu o nome de Semyon. Em 1928, Nomokonov mudou-se para o assentamento de Nizhny Stan, no distrito russo de Shilkinsky. Ele continuou caçando e também praticou carpintaria.

## Guerra
Nomokonov iniciou seu serviço militar em agosto de 1941, inicialmente em uma fazenda de subsistência de um regimento. Depois ele começou a fazer muletas para os feridos. Nomokonov tornou-se um franco-atirador por acaso. No outono de 1941 ele estava evacuando um dos feridos quando notou um alemão apontando para ele. Nomokonov o matou com seu próprio fuzil. De acordo com outra versão, em outubro de 1941 Nomokonov recebeu um fuzil e decidiu testá-lo. Para evitar o desperdício de munições, Nomokonov testou o fuzil em um alemão, que se movia ao longo da margem do lago arborizado, curvando-se para baixo. Depois disso, Nomokonov foi transferido para um pelotão de franco-atiradores. Ele começou a atirar com uma espingarda Mosin-Nagant sem uma mira telescópica. Nomokonov lutou nas colinas de Valdai, no istmo da Carélia, na Ucrânia, Lituânia, Prússia Oriental e depois na Manchúria. Inicialmente ele marcava o número de mortes em seu cachimbo. Nomokonov foi ferido oito vezes e sofreu lesões por explosão duas vezes.
Como instrutor de sniper, Nomokonov treinou mais de 150 soldados.

## Depois da guerra
Nomokonov voltou para casa montado em um cavalo. Ele continuou praticando carpintaria em Nizhny Stan, mas depois se mudou para o assentamento de Zugalay, onde seus filhos mais velhos viviam. Ele construiu uma casa e continuou caçando durante o tempo livre. No outono de 1945 Nomokonov recebeu um cavalo, binóculos e uma espingarda N.º 4638 por seu serviço militar. Segundo a filha de Nomokonov, Zoya Babuyeva, ele era uma pessoa taciturna e não gostava muito de falar sobre a guerra.
Nomokonov morreu em Zugalay e foi enterrado lá. O poeta Vasili Lebedev-Kumach dedicou-lhe um poema.
Nomokonov deixou nove filhos e 49 netos.

## Prêmios
Nomokonov recebeu:
- Ordem de Lenin
- Ordem do Estandarte Vermelho
- Ordem da Estrela Vermelha (2)
- Medalha "Por Mérito de Batalha"
- Medalhas de campanha e jubileu